# ألان بليك
ألان بليك (بالإنجليزية: Alan Blake)‏ هو لاعب اتحاد الرغبي نيوزلندي، ولد في 3 نوفمبر 1922 في Carterton, New Zealand ‏ في نيوزيلندا، وتوفي في 31 أكتوبر 2010 في ماسترتون ‏ في نيوزيلندا.